# تعذيب القضيب والخصية
تعذيب القضيب والخصية يعرف أيضاً بتعذيب القضيب وتعذيب الأعضاء التناسلية للذكور هو نشاط جنسي ينطوي على تطبيق الألم أوالتضييق على القضيب أوالخصيتين.قد يتضمن ذلك أنشطة مؤلمة بشكل مباشر، مثل ثقب الأعضاء التناسلية،اللعب بالشمع، وضرب الأعضاء التناسلية، الضغط، التعذيب بالدغدغة، التحفيز الكهربائي للإثارة أو الركل.